# Satid Sriuthai
Satid Sriuthai (thailändisch สาธิต ศรีอุทัย, * 4. November 1997) ist ein thailändischer Fußballspieler.

## Karriere
Satid Sriuthai stand bis Mitte 2017 beim Erstligisten BEC Tero Sasana FC unter Vertrag. Im Juni 2017 wechselte er zum Ligakonkurrenten Thai Honda Ladkrabang. In der Rückserie 2017 spielte er sechsmal in der ersten Liga, der Thai League. Ende 2017 musste er mit dem Club in die zweite Liga absteigen. Satid Sri-Uthai verließ den Club und schloss dem Drittligisten Deffo FC aus Bangkok an. Anfang 2020 wurde er vom Zweitligisten Kasetsart FC, einem Verein, der ebenfalls in der Hauptstadt Bangkok beheimatet ist, unter Vertrag genommen. Für den Klub absolvierte er vier Zweitligaspiele. Ende Dezember 2020 wechselte er zum Bangkoker Ligakonkurrenten MOF Customs United FC. Hier stand er bis Saisonende unter Vertrag. Am 1. Juli 2021 nahm ihn der Drittligist Chainat United FC unter Vertrag. Mit dem Klub aus Sisaket spielte er in der Western Region der Liga. Nach 35 Ligaspielen kehrte er im August 2023 zu seinem ehemaligen Verein Customs United zurück. Am Ende der Saison 2023/24 belegte er mit dem Klub den vorletzten Tabellenplatz und musste somit in die dritte Liga absteigen. Nach dem Abstieg wurde sein Vertrag im Sommer 2024 nicht verlängert.